# Extinció del Quaternari
L'extinció del Quaternari o extinció quaternària és una extinció massiva de megafauna iniciada durant el Quaternari i que encara continua. Ha comportat la desaparició d'un gran nombre d'espècies de la megafauna del Plistocè, sobretot fora d'Àfrica, i té a veure amb l'arribada dels éssers humans i el canvi climàtic, tot i que costa destriar la contribució exacta de cada factor. Entre les víctimes d'aquesta extinció, hi ha megafauna carismàtica com els fèlids de dents de sabre i els mamuts i un terç de les espècies de primats de Madagascar. A més a més, la desaparició d'aquests organismes ha tingut un impacte significatiu tant en els ecosistemes que ocupaven com en les plantes supervivents.